# Jane Seymour (koningin van Engeland)
Jane Seymour (?Wolf Hall, Wiltshire, 1508/9- Hampton Court, 24 oktober 1537), was als de derde vrouw van Hendrik VIII koningin van Engeland van 30 mei 1536 tot haar dood anderhalf jaar later. Zij koos als koningin-gemalin geen kant in de politieke en godsdienstige meningsverschillen tussen verschillende partijen aan het Engelse hof. Wel wist ze een verzoening tot stand te brengen tussen de koning en zijn oudste dochter Maria. Zij presenteerde zich in het openbaar als volgzaam en gehoorzaam aan de koning. Jane Seymour was de moeder van Hendrik VIII’s enige wettige zoon en latere opvolger Eduard VI, en stierf enkele dagen na diens geboorte.

## Jeugd en opvoeding
Jane Seymour was de oudste dochter van Sir John Seymour (1476?-1536), soldaat en hoveling, en Margery Wentworth (overleden in 1550). De Seymours waren een oude familie uit de Engelse lagere adel. Ze stamden af van Guy de St Maur, die met Willem de Veroveraar in 1066 naar Engeland was gekomen. Via haar moeders familie was Jane Seymour een afstammeling van Eduard III van Engeland.
Over Jane’s jeugd en opvoeding is niet veel bekend. Ze groeide voornamelijk op in Wolf Hall, het landgoed van de Seymours in Wiltshire. Ze kreeg daar vermoedelijk les van de kapelaan; ze leerde in ieder geval lezen en schrijven, en mogelijk ook een beetje Frans en Latijn. Daarnaast kreeg ze ze les in handwerken, muziek en het voeren van een huishouding, de traditionele vaardigheden van een Engelse edelvrouw. De meeste van haar tijdgenoten zijn het erover eens dat ze bovengemiddeld intelligent was, maar ze had duidelijk minder goed onderwijs gehad dan de eerste twee vrouwen van Hendrik VIII, Catharina van Aragon en Anna Boleyn. 

## Hofdame en huwelijk met de koning
Jane Seymour kwam rond 1529 aan het hof, en was hofdame van zowel Catharina van Aragon als Anna Boleyn. Het is niet duidelijk wanneer ze voor het eerst de aandacht trok van de koning. Hendrik VIII bracht in september 1535 een bezoek aan Wolf Hall, maar al in 1534 werd er aan het hof over gesproken dat de koning gesteld was geraakt op een jonge vrouw, terwijl de relatie met zijn vrouw Anna Boleyn leek te verslechteren. Vermoedelijk ging het hier al om Jane Seymour.  
Het was in Engeland een tijd van grote politieke en religieuze omwentelingen. Velen aan het hof zagen in de mogelijke onenigheid in het koninklijke huwelijk een kans om Anna Boleyn, een voorstander van religieuze hervormingen, uit de macht te zetten. Nadat Anna Boleyn in januari 1536 een miskraam had gehad zocht Hendrik VIII volgens sommige historici actief naar mogelijkheden om het huwelijk te beëindigen.
Jane Seymour moest in verband met de gevaarlijke factiepolitiek aan het hof omzichtig omgaan met de aandacht die de koning aan haar besteedde. In 1536 weigerde ze een geldbuidel en een brief van de koning in ontvangst te nemen, omdat dat als ongetrouwde vrouw haar reputatie zou beschadigen. Hendrik was onder de indruk van haar ingetogenheid en deugdzaamheid. 
Op 2 mei 1536 werd koningin Anna Boleyn gearresteerd op beschuldiging van overspel. Ze werd na een proces schuldig bevonden en op 19 mei geëxecuteerd. Een dag later werd de verloving van Jane Seymour en Hendrik VIII bekendgemaakt. Zij trouwden op 30 mei 1536 in de koninklijke vertrekken in het paleis van Whitehall. Op 7 juni 1536 werd Jane tijdens een feestelijke boottocht over de Theems van Greenwich naar Whitehall aan het volk gepresenteerd als de nieuwe koningin. Zij is nooit officieel gekroond omdat de pest woedde in Londen, waar de kroning zou moeten plaatsvinden. 
Hoewel Anna Boleyn niet populair was geweest, zorgde de snelle opkomst van Jane Seymour en haar familie voor gemor aan het hof. Haar broer Edward werd in 1536 verheven tot burggraaf Beauchamp, in 1537 werd hij graaf van Hertford en op 22 mei 1537 werd lid van de Kroonraad. Na het huwelijk van zijn zus kreeg Thomas Seymour een eervolle functie aan het hof en werd in 1537 geridderd. Beide broers kregen van de koning land geschonken. Jane's zus Elizabeth trouwde met Gregory Cromwell, de enige zoon van eerste minister Thomas Cromwell, op dat moment na de koning de machtigste man in Engeland. 

## Afzijdig van de politiek

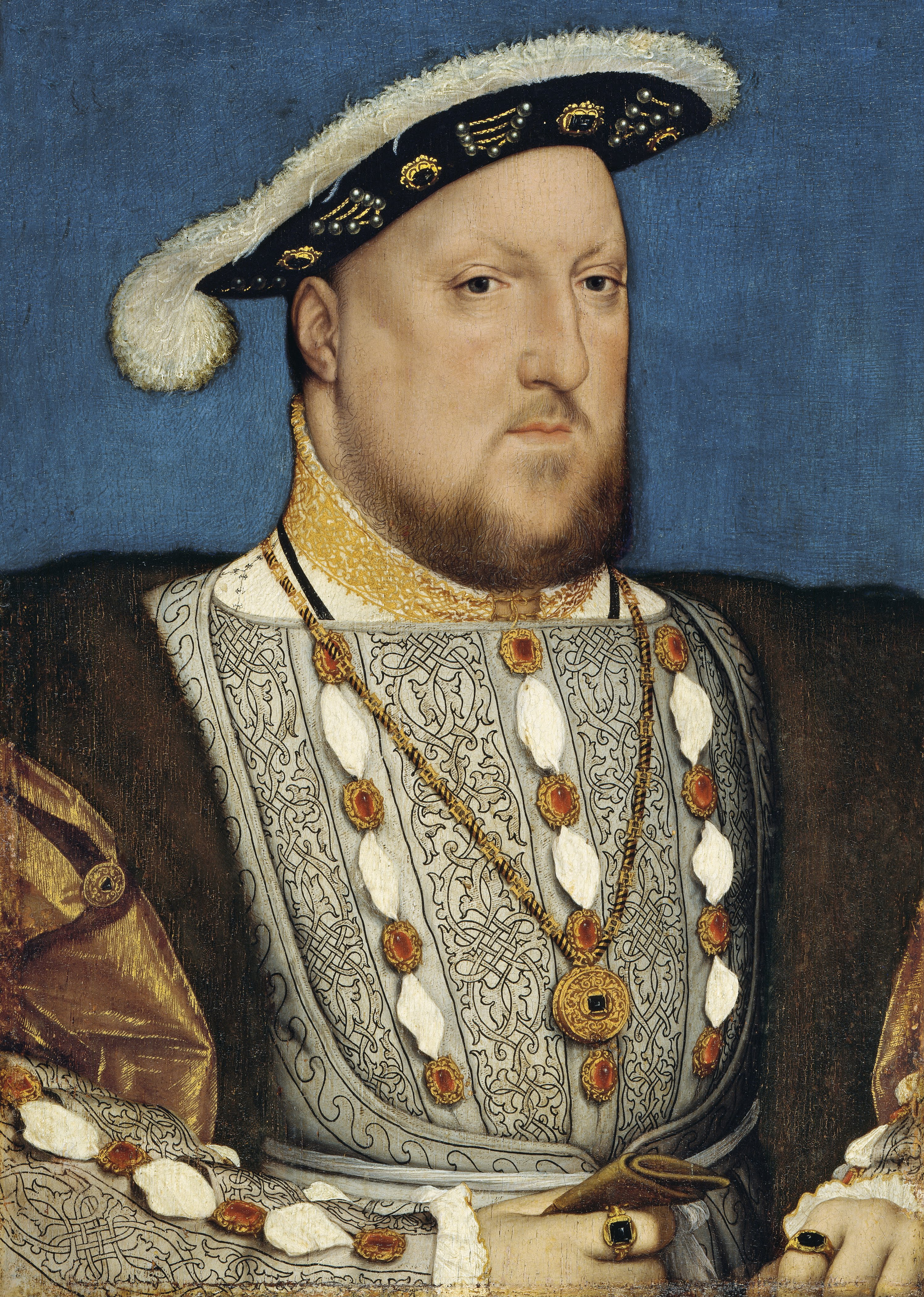
Hendrik VIII, geschilderd door Hans Holbein de Jongere

Jane Seymour staat traditioneel bekend als de meest zachtaardige van de vrouwen van Hendrik VIII. Zij koos als lijfspreuk 'Gebonden om te gehoorzamen en te dienen'. Zij presenteerde zich in het openbaar altijd als volgzaam en gehoorzaam aan de koning. Historici zijn het er niet over eens of dit een kwestie van persoonlijkheid was, of een bewuste keuze: de nieuwe koningin had haar twee meer assertieve voorgangsters ten onder zien gaan.  Zij hield zich verre van de politiek en verbond zich niet aan een van de politieke facties aan het hof.
Er is ook geen duidelijk bewijs dat Jane een bepaalde religieuze stroming aanhing.  Er zijn wel aanwijzingen dat ze meer conservatief dan hervormingsgezind was. In oktober 1536 trok de 'Pilgrimage of Grace' door het noorden van Engeland - een volksopstand die de religieuze hervormingen van Hendrik VIII aanvocht, waaronder de ontbinding van de kloosters. Volgens de Franse ambassadeur pleitte Jane er bij Hendrik voor om de abdijen te sparen. Hendrik snoerde haar de mond en waarschuwde haar dat ze moest onthouden wat er met Anna Boleyn was gebeurd, die zich te veel met zijn zaken had bemoeid.

## Koningin en stiefmoeder
Als koningin genoot Jane van het hofleven. Zij vergezelde de koning op reizen door het land en vierde met hem in 1536 een feestelijke kerst. Ze was de onbetwiste meesteres van haar huishouden. Anna Boleyn had een voorkeur gehad voor Franse mode en omgangsvormen. Jane voerde Engelse gebruiken weer in en schreef haar dames bijvoorbeeld voor om weer de traditionele Engelse hoofdkappen te gaan dragen. 
Ze speelde een rol bij de verzoening in juli 1536 tussen Hendrik en prinses Maria, zijn twintigjarige dochter met Catharina van Aragon. Jane had altijd al sympathie voor Maria gekoesterd en raakte goed met haar bevriend. Het lukte haar echter niet om Maria weer te laten erkennen als mogelijke troonopvolger. Ook hier kreeg ze van de koning te horen dat ze zich niet met deze zaken moest bemoeien. Met Elizabeth, de dochter van Hendrik VIII en Anna Boleyn had ze minder te maken; de peuter werd ver van het hof opgevoed.

## Zwangerschap en geboorte van zoon

Eduard VI als kind, door Hans Holbein de Jongere

De druk op Jane Seymour om een mannelijke troonopvolger te produceren moet groot zijn  geweest. De beide dochters van Hendrik VIII waren onwettig verklaard. Henry FitzRoy, een buitenechtelijke zoon met een maîtresse die door de koning was erkend, stierf in 1536. In februari 1537 werd bekendgemaakt dat de koningin in verwachting was. De zwangerschap verliep voorspoedig. Bekend is dat Jane de drang had om komkommers te eten, die haar door haar stiefdochter Maria werden toegestuurd.   
Vanaf 16 september, enkele weken voordat de baby werd verwacht, trok Jane zich uit het hofleven terug. De bevalling duurde lang en was zwaar, maar op 12 oktober 1537 beviel ze van een gezonde zoon: Eduard. Het verhaal dat het kind via een keizersnede ter wereld kwam is een mythe die dateert uit de tijd van Elizabeth I. De nieuwe prins werd op 15 oktober gedoopt in de koninklijke kapel in Hampton Court. Jane en Hendrik woonden, zoals in die tijd gebruikelijk, de doop zelf niet bij. Na de dienst werd de baby als onderdeel van de plechtigheid naar de vertrekken van de koningin terug gedragen, waar Jane rechtop in bed zittend haar zoon weer kreeg overhandigd.

## Overlijden
De koningin herstelde goed van de bevalling en er waren al plannen voor haar kerkgang, de traditionele moederzegen na de geboorte van een kind. Dit zou ook haar terugkeer in het reguliere hofleven betekenen. Haar gezondheid ging echter onverwacht snel achteruit. Ze kreeg op 24 oktober het laatste oliesel toegediend en stierf enkele uren later. Mogelijke doodsoorzaken zijn kraamvrouwenkoorts of het achterblijven van delen van de placenta in haar baarmoeder, wat tot ontstekingen en bloedingen kan leiden. Zij was 28 jaar oud. 
Haar uitvaart vond na groot rouwceremonieel op 12 november 1537 plaats in Windsor Castle, waar ze de volgende dag is bijgezet in St George's Chapel. De rouwperiode aan het hof duurde tot Kerstmis maar de koning droeg tot 2 februari 1538 rouwkleding. 
Toen Hendrik VIII zelf  in 1547 stierf, werd hij op zijn instructie bij Jane begraven. De Seymours stonden tot Hendriks dood bij hem in de gunst. Toen de zoon van Jane en Hendrik op negenjarige leeftijd de troon besteeg als Eduard VI, werd Jane's broer Edward Seymour regent. Thomas Seymour was lord high admiral van 1547 tot 1549.
Catharina van Aragon · Anna Boleyn · Jane Seymour · Anna van Kleef · Catharina Howard · Catharina Parr
- Bibliothèque nationale de France: cb13755889t (data)
- Gemeinsame Normdatei: 121675858
- International Standard Name Identifier: 0000 0000 7145 9901
- Library of Congress Control Number: no90017958
- Nationale Bibliotheek van Tsjechië: xx0105156
- Nationale Bibliotheek van Israël: 987007435009805171
- Nationale Bibliotheek van Polen: a0000003714513
- Nederlandse Thesaurus van Auteursnamen: 245834508
- LIBRIS: 288328
- SNAC: w6d32q1g
- Système universitaire de documentation: 177542888
- Virtual International Authority File: 15631808
- WorldCat: E39PBJfX3pGxbfCDXGgkpv78md